# Zalivnoi (Volgograd)
|  | Per a altres significats, vegeu «Zalivnoi». |

Zalivnoi (en rus: Заливной) és un poble (un possiólok) de l'óblast de Volgograd, a Rússia, segons el cens del 2010 tenia 155 habitants. Pertany al districte municipal de Pal·làssovka.